# 東ヨーロッパ人種
東ヨーロッパ人種（ひがしヨーロッパじんしゅ）または東欧人種は、かつてコーカソイドに属するとされた人種の下位区分の一つ。東バルト人種（East Baltic race）とも。近代以前の分布はドイツ北部からポーランドなどの東欧、ロシア北方であったが、ロシアの東方進出にあわせてシベリア方面にも広がったとされた。概ねスラヴ系とバルト系の諸国家・諸民族において支配的な存在と仮定された。
この人種に属する人々は北方人種と並んで、色素脱落すなわちブロンドの形質と大きな体格を持つと考えられた。虹彩は青・緑・灰色である。 しかし、北欧の北方人種を至上視する人種学では両者を分けて考える傾向にあった。東ヨーロッパ人種を従来の三人種に加わる概念として提唱した人類学者ロルフ・ノルデンストレングは、「彼らは短頭で顎の短い四角顔をしており、低く幅広い鼻を持っている」と自著に記述した。言わば黄色人種的な要素を持つ北方人種として定義された「東ヨーロッパ人種」は、ナチスに仕えた人種学者ハンス・ギュンターによって盛んに広められ、ナチスの人種・民族政策に影響を与えた。
遺伝的にはY染色体ハプログループR1aを高頻度に持つが、モンゴロイド系N系統もある程度認められ、モンゴロイドとの混血が多少認められる人種である。